# خوان كارلوس موسكيرا
خوان كارلوس موسكيرا (بالإسبانية: Juan Carlos Mosquera)‏ هو لاعب كرة قدم كولومبي في مركز الدفاع، ولد في 10 ديسمبر 1982 في ميديلين في كولومبيا. لعب مع أتلتيكو ناسيونال وأونس كالداس وديبورتيس كوينديو وديبورتيفو باستو وسبورت وانكايو.

## وصلات خارجية
- خوان كارلوس موسكيرا على موقع قاعدة بيانات كرة القدم.إي يو (الإنجليزية)
- خوان كارلوس موسكيرا على موقع Soccerway.com (الإنجليزية)
- خوان كارلوس موسكيرا على موقع AS.com (الإسبانية)